# Gaugino
Gaugino je domnevni superpartner umeritvenega polja kombiniranega s supersimetrijo. Gaugini so fermioni. So superpartnerji umeritvenih bozonov. Med gaugine štejemo:
- gluino, ki je superpartner gluona (nosi barvni naboj)
- wino je superpartner bozona W
- bino je superpartner umeritvenega bozona, ki pripadajo šibkemu hipernaboju. Meša se z gaugini, ki pripadajo šibkemu izospinu in daje fotino in zino.
- zino je superpartner bozona Z
- fotino je superpartner fotona
- gravitino je superpartner gravitona
- higsino je superpartner Higgsovega bozona

Gaugini se mešajo z higgsini in tvorijo kombinacije, ki jih imenujemo nevtralini in čargini. Nevtralini so stabilni, prištevamo jih med delce WIMP (Weakly Interacting Massive Particle ali WIMP), ki so v vesolju kandidati za temno snov.